# Glen Fitzpatrick
Glen Fitzpatrick (Dublino, 26 gennaio 1981) è un calciatore irlandese, attaccante del Drogheda United.

## Carriera
Esordì in League of Ireland nelle file dell'UCD in data 16 ottobre 1998 contro lo Shamrock Rovers; in precedenza aveva militato nelle nazionali giovanili irlandesi (Under-15, 16, 17 e 18).
Nella stagione 2001-2002 Fitzpatrick giocò nell'Athlone Town in First Division. L'anno successivo giocò per un breve periodo nel Glenavon (Irlanda del Nord) e marcò due gol al debutto.
Poco dopo si trasferì nello Shamrock Rovers, club più titolato d'Irlanda; con la maglia degli Hoops, oltre ad un buon bottino di reti in campionato, Fitzpatrick trovò la rete anche in Europa: nell'edizione 2003 della Coppa Intertoto infatti segnò ai polacchi del Odra Wodzisław. Complessivamente collezionò quattro presenze europee.
Nel 2004 si trasferì allo Shelbourne: con questa maglia andò a segno sia nel secondo turno di qualificazione alla UEFA Champions League sia nel primo turno di Coppa UEFA.
Nel 2006 si trasferì al Drogheda United e - pur non giocando da titolare - l'anno successivo vinse il titolo nazionale (2007).
A fine luglio 2007 ha firmato per il St Patrick's Athletic, squadra con cui ha totalizzato 63 presenze e 4 reti. Con i Pats ha nuovamente giocato in Coppa UEFA. Nel suo periodo nei Saints è tristemente ricordato per essere collassato in campo nel prepartita di un incontro di campionato contro il Bohemians; trasportato all'ospedale, si è poi ripreso.
Nel gennaio 2010 è tornato a vestire la maglia del Drogheda United.

## Palmarès

### Club
- Campionato irlandese: 2

Shelbourne: 2004
Drogheda United: 2007
- Setanta Sports Cup: 2

Drogheda United: 2006, 2007